# Grand Prix Argentyny 1960
Grand Prix Argentyny 1960 (oryg. Gran Premio de la Republica Argentina) – 1. runda Mistrzostw Świata Formuły 1 w sezonie 1960, która odbyła się 7 lutego 1960 po raz 7. na torze Autódromo Municipal Ciudad de Buenos Aires.
7. Grand Prix Argentyny, 7. zaliczane do Mistrzostw Świata Formuły 1.

## Wyniki

### Kwalifikacje
Źródło: statsf1.com
| P  | Nr | Kierowca                  | Konstruktor(-silnik) | Opony | Czas   | Odstęp | Strata |
| -- | -- | ------------------------- | -------------------- | ----- | ------ | ------ | ------ |
| 1  | 36 | Stirling Moss             | Cooper-Climax        | D     | 1:36,9 | –      | –      |
| 2  | 20 | Innes Ireland             | Lotus-Climax         | D     | 1:38,5 | +1,6   | +1,6   |
| 3  | 42 | Graham Hill               | BRM                  | D     | 1:38,9 | +0,4   | +2,0   |
| 4  | 40 | Jo Bonnier                | BRM                  | D     | 1:38,9 | +0,0   | +2,0   |
| 5  | 30 | Wolfgang von Trips        | Ferrari              | D     | 1:39,3 | +0,4   | +2,4   |
| 6  | 26 | Phil Hill                 | Ferrari              | D     | 1:39,5 | +0,2   | +2,6   |
| 7  | 24 | Cliff Allison             | Ferrari              | D     | 1:39,7 | +0,2   | +2,8   |
| 8  | 38 | Maurice Trintignant       | Cooper-Climax        | D     | 1:39,9 | +0,2   | +3,0   |
| 9  | 34 | Harry Schell              | Cooper-Climax        | D     | 1:40,3 | +0,4   | +3,4   |
| 10 | 18 | Jack Brabham              | Cooper-Climax        | D     | 1:40,6 | +0,3   | +3,7   |
| 11 | 32 | José Froilán González     | Ferrari              | D     | 1:41,0 | +0,4   | +4,1   |
| 12 | 6  | Carlos Menditeguy         | Cooper-Maserati      | D     | 1:41,8 | +0,8   | +4,9   |
| 13 | 16 | Bruce McLaren             | Cooper-Climax        | D     | 1:41,8 | +0,0   | +4,9   |
| 14 | 22 | Alan Stacey               | Lotus-Climax         | D     | 1:43,6 | +1,8   | +6,7   |
| 15 | 46 | Alberto Rodriguez Larreta | Lotus-Climax         | D     | 1:45,0 | +1,4   | +8,1   |
| 16 | 2  | Masten Gregory            | Behra-Porsche        | D     | 1:45,5 | +0,5   | +8,6   |
| 17 | 4  | Roberto Bonomi            | Cooper-Maserati      | D     | 1:46,1 | +0,6   | +9,2   |
| 18 | 8  | Giorgio Scarlatti         | Maserati             | D     | 1:46,1 | +0,0   | +9,2   |
| 19 | 14 | Gino Munaron              | Maserati             | D     | 1:49,0 | +2,9   | +12,1  |
| 20 | 10 | Nasif Estéfano            | Maserati             | D     | 1:50,1 | +1,1   | +13,2  |
| 21 | 44 | Ettore Chimeri            | Maserati             | D     | 1:50,5 | +0,4   | +13,6  |
| 22 | 12 | Antonio Creus             | Maserati             | D     | 1:52,8 | +2,3   | +15,9  |
| P  | Nr | Kierowca                  | Konstruktor(-silnik) | Opony | Czas   | Odstęp | Strata |

### Wyścig
Źródło: Wyprzedź Mnie!
| P                 | + / –     | Nr | Kierowca                          | Konstruktor   | Okr.  | Czas / Strata     | Komentarz |
| ----------------- | --------- | -- | --------------------------------- | ------------- | ----- | ----------------- | --------- |
| 1                 | 12        | 16 | Bruce McLaren                     | Cooper-Climax | 80    | 2h17m49,5         |           |
| 2                 | 5         | 24 | Cliff Allison                     | Ferrari       | 80    | +0:26,3           |           |
| 3                 | 5         | 38 | Maurice Trintignant Stirling Moss | Cooper-Climax | 46 34 | +0:36,9           |           |
| 4                 | 8         | 6  | Carlos Menditéguy                 | Cooper-Climax | 80    | +0:53,3           |           |
| 5                 | Bez zmian | 30 | Wolfgang von Trips                | Ferrari       | 79    | +1 okr.           |           |
| 6                 | 4         | 20 | Innes Ireland                     | Lotus-Climax  | 79    | +1 okr.           |           |
| 7                 | 3         | 40 | Joakim Bonnier                    | BRM           | 79    | +1 okr.           |           |
| 8                 | 2         | 26 | Phil Hill                         | Ferrari       | 77    | +3 okr.           |           |
| 9                 | 6         | 46 | Alberto Rodriguez Larreta         | Lotus-Climax  | 77    | +3 okr.           |           |
| 10                | 1         | 32 | José Froilán González             | Ferrari       | 77    | +3 okr.           |           |
| 11                | 6         | 4  | Roberto Bonomi                    | Cooper-Climax | 76    | +4 okr.           |           |
| 12                | 4         | 2  | Masten Gregory                    | Behra-Porsche | 76    | +4 okr.           |           |
| 13                | 6         | 14 | Gino Munaron                      | Maserati      | 72    | +8 okr.           |           |
| 14                | 6         | 10 | Nasif Estéfano                    | Maserati      | 70    | +10 okr.          |           |
| Niesklasyfikowani |           |    |                                   |               |       |                   |           |
|                   |           | 34 | Harry Schell                      | Cooper-Climax | 63    | pompa paliwowa    |           |
|                   |           | 18 | Jack Brabham                      | Cooper-Climax | 42    | skrzynia biegów   |           |
|                   |           | 36 | Stirling Moss                     | Cooper-Climax | 40    | zawieszenie       |           |
|                   |           | 42 | Graham Hill                       | BRM           | 37    | przegrzanie       |           |
|                   |           | 22 | Alan Stacey                       | Lotus–Climax  | 24    | kondycja kierowcy |           |
|                   |           | 44 | Ettore Chimeri                    | Maserati      | 23    | kondycja kierowcy |           |
|                   |           | 12 | Antonio Creus                     | Maserati      | 16    | kondycja kierowcy |           |
|                   |           | 8  | Giorgio Scarlatti                 | Maserati      | 11    | przegrzanie       |           |
| P                 | + / –     | Nr | Kierowca                          | Konstruktor   | Okr.  | Czas / Strata     | Komentarz |

### Najszybsze okrążenie
| Nr | Kierowca      | Konstruktor   | Czas   | Okr. |
| -- | ------------- | ------------- | ------ | ---- |
| 36 | Stirling Moss | Cooper-Climax | 1:38,9 | 37   |

### Prowadzenie w wyścigu
Źródło: statsf1.com
| Nr                              | Kierowca      | Konstruktor   | Okrążenia          | Suma |
| ------------------------------- | ------------- | ------------- | ------------------ | ---- |
| 40                              | Jo Bonnier    | BRM           | 2-15, 21-36, 41-67 | 57   |
| 16                              | Bruce McLaren | Cooper-Climax | 68-80              | 13   |
| 36                              | Stirling Moss | Cooper-Climax | 16-20, 37-40       | 9    |
| 20                              | Innes Ireland | Lotus-Climax  | 1                  | 1    |
| \| Wykres \| \| ------ \| \| \| |               |               |                    |      |
| Wykres                          |               |               |                    |      |
|                                 |               |               |                    |      |

## Klasyfikacja po wyścigu
Pierwsza szóstka otrzymywała punkty według klucza 8-6-4-3-2-1. Liczone było tylko 6 najlepszych wyścigów danego kierowcy. W nawiasach podano wszystkie zebrane punkty, nie uwzględniając zasady najlepszych wyścigów.
Uwzględniono tylko kierowców, którzy zdobyli jakiekolwiek punkty
| P | +/− | Kierowca           | Starty | Punkty | P1 | P2 | P3 | PP | NO | NS |
| - | --- | ------------------ | ------ | ------ | -- | -- | -- | -- | -- | -- |
| 1 | N   | Bruce McLaren      | 1      | 8      | 1  | –  | –  | –  | –  | –  |
| 2 | N   | Cliff Allison      | 1      | 6      | –  | 1  | –  | –  | –  | –  |
| 3 | N   | Carlos Menditeguy  | 1      | 3      | –  | –  | –  | –  | –  | –  |
| 4 | N   | Wolfgang von Trips | 1      | 2      | –  | –  | –  | –  | –  | –  |
| 5 | N   | Innes Ireland      | 1      | 1      | –  | –  | –  | –  | –  | –  |
| P | +/− | Kierowca           | Starty | Punkty | P1 | P2 | P3 | PP | NO | NS |

### Konstruktorzy
Tylko jeden, najwyżej uplasowany kierowca danego konstruktora, zdobywał dla niego punkty. Również do klasyfikacji zaliczano 6 najlepszych wyników.
| P                 | +/− | Konstruktor     | Starty | Punkty | P1 | P2 | P3 | PP | NO | NS |
| ----------------- | --- | --------------- | ------ | ------ | -- | -- | -- | -- | -- | -- |
| 1                 | N   | Cooper-Climax   | 5      | 8      | 1  | –  | 2  | 1  | 1  | 3  |
| 2                 | N   | Ferrari         | 4      | 6      | –  | 1  | –  | –  | –  | –  |
| 3                 | N   | Cooper-Maserati | 2      | 3      | –  | –  | –  | –  | –  | –  |
| 4                 | N   | Lotus-Climax    | 3      | 1      | –  | –  | –  | –  | –  | 1  |
| Niesklasyfikowani |     |                 |        |        |    |    |    |    |    |    |
|                   |     | BRM             | 2      | 0      | –  | –  | –  | –  | –  | 1  |
|                   |     | Behra-Porsche   | 1      | 0      | –  | –  | –  | –  | –  | –  |
|                   |     | Maserati        | 5      | 0      | –  | –  | –  | –  | –  | 3  |
| P                 | +/− | Kierowca        | Starty | Punkty | P1 | P2 | P3 | PP | NO | NS |